# Salvia spathacea
Salvia spathacea är en kransblommig växtart som beskrevs av Edward Lee Greene. Salvia spathacea ingår i släktet salvior, och familjen kransblommiga växter. Inga underarter finns listade i Catalogue of Life.

## Bildgalleri

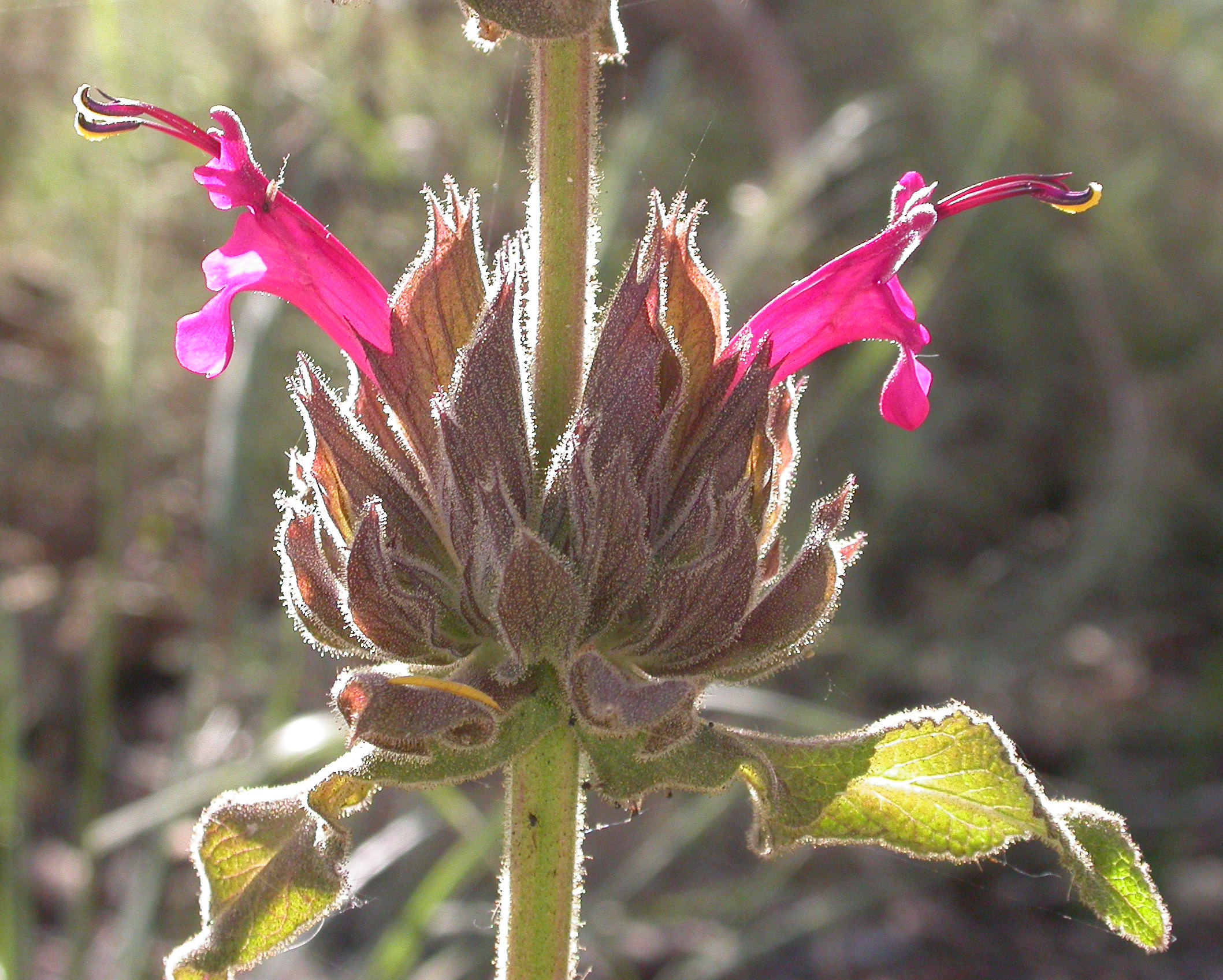
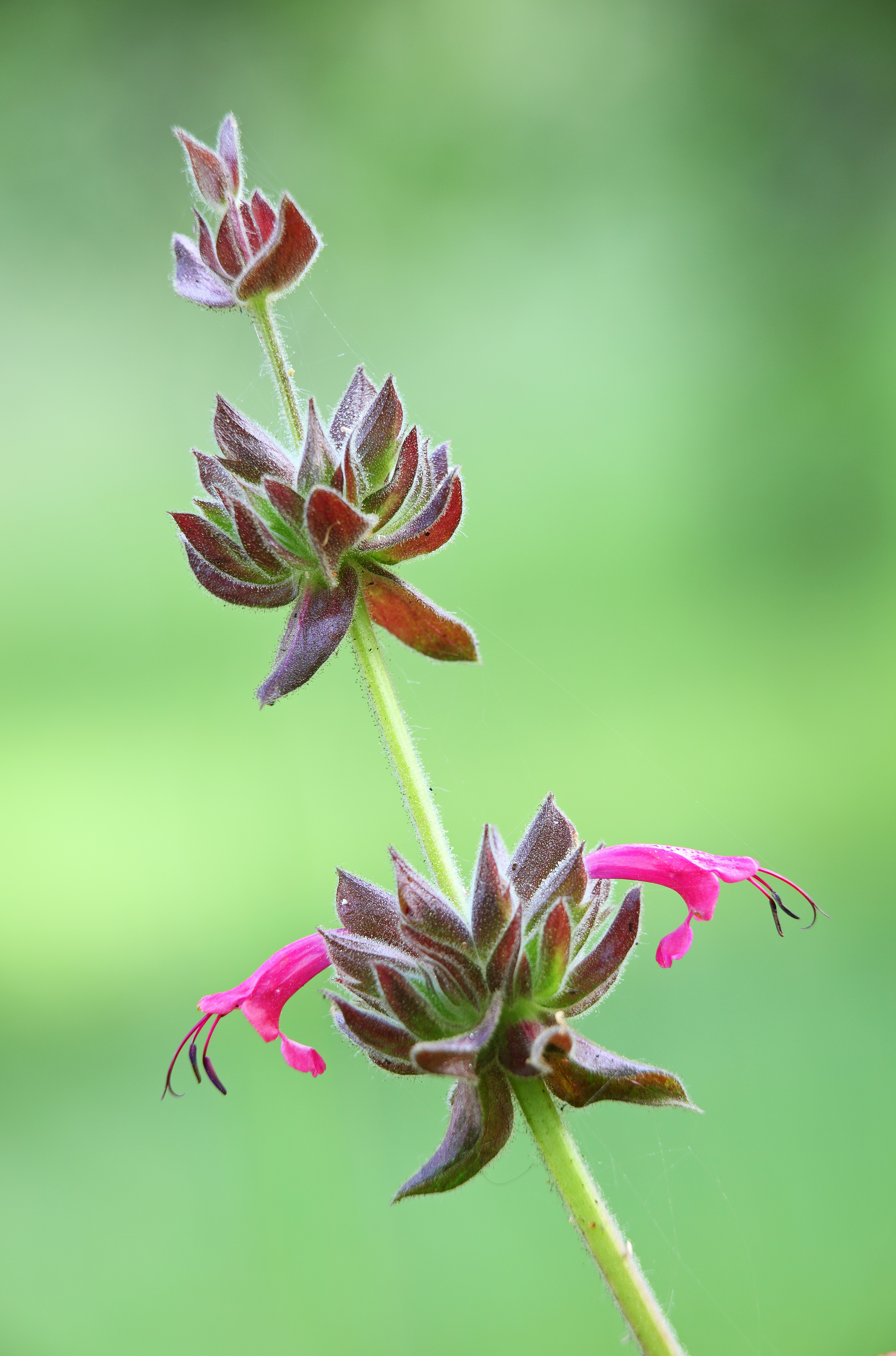
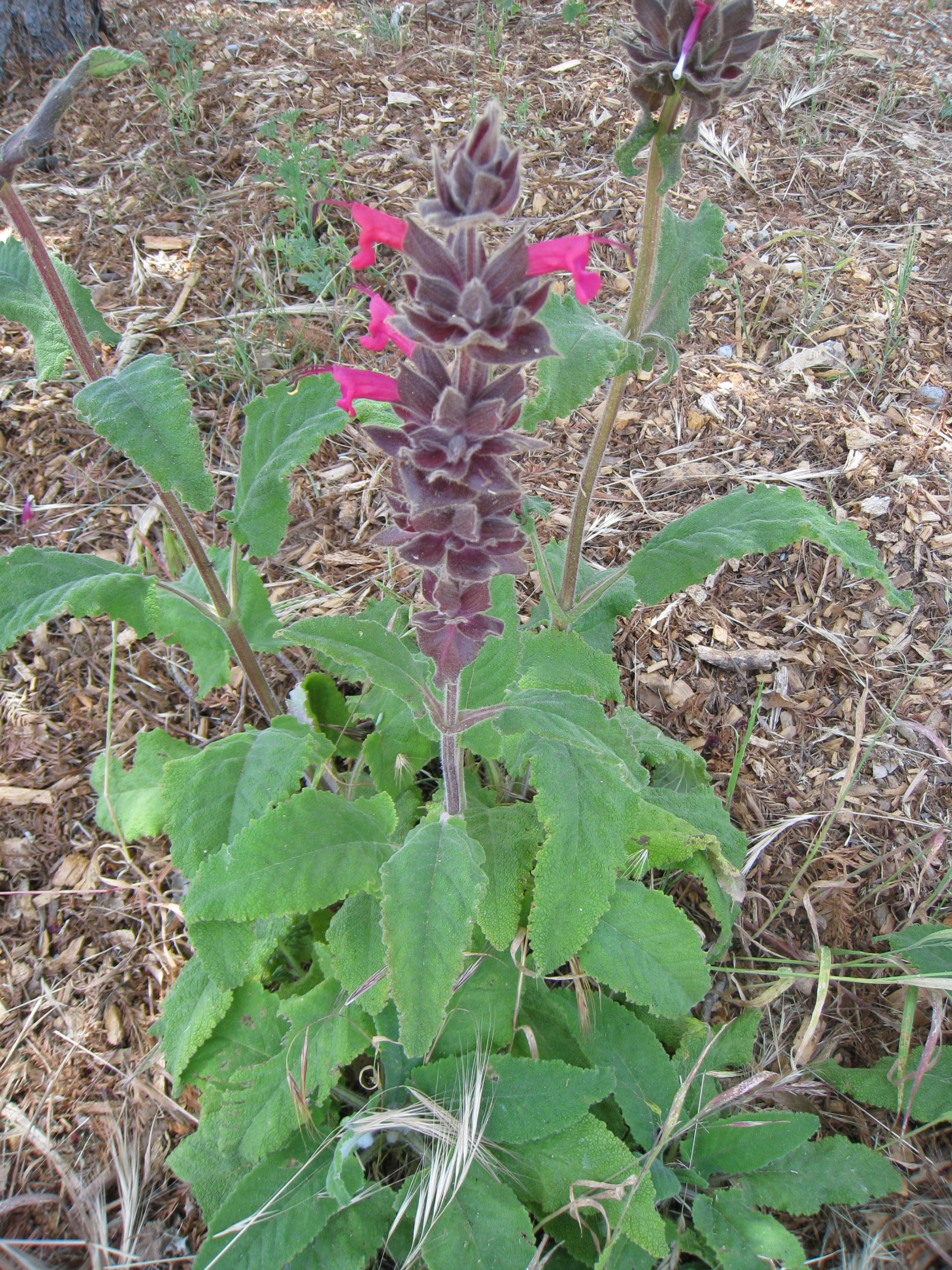
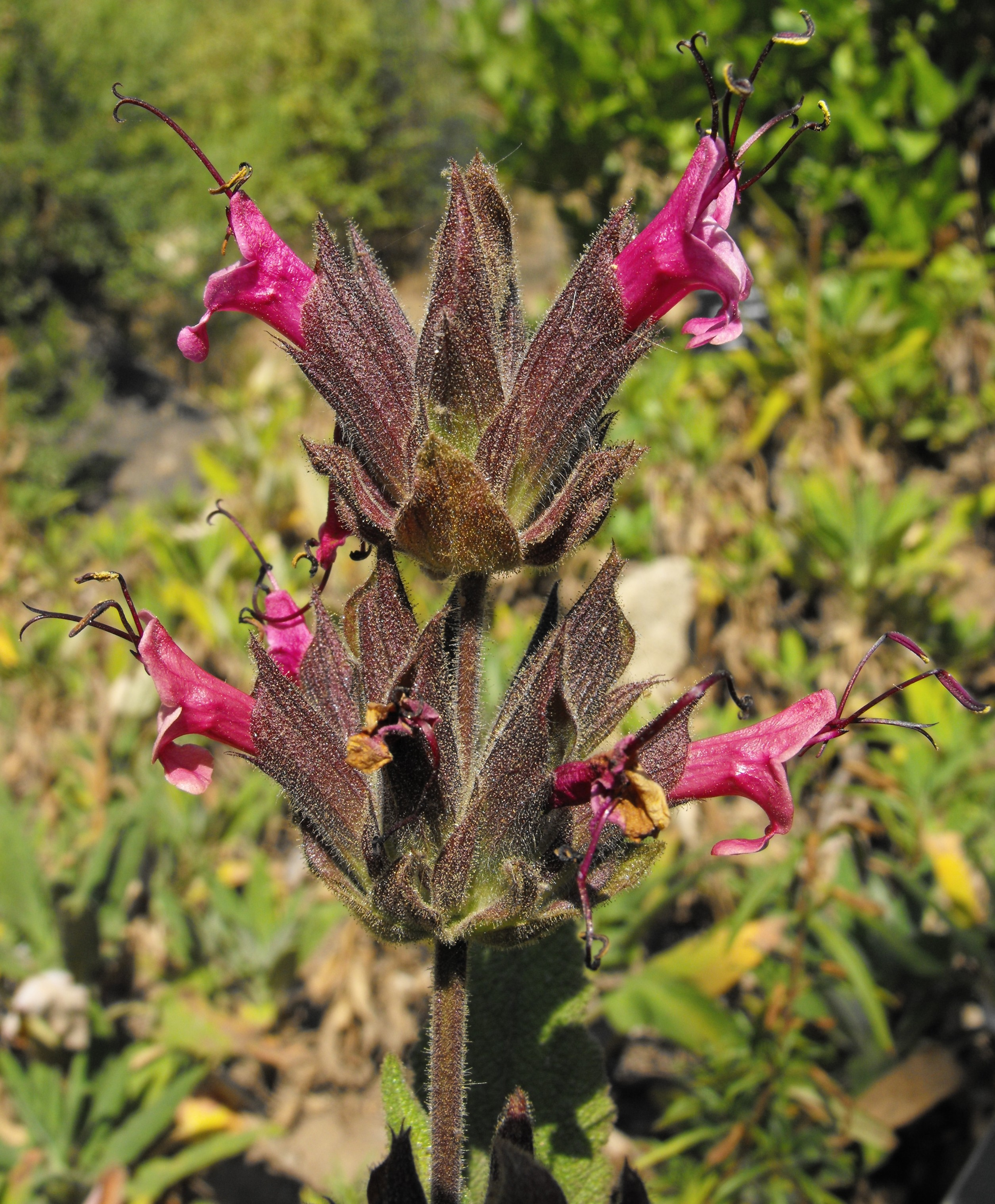